# Cylindromyia uruguayensis
Cylindromyia uruguayensis là một loài ruồi trong họ Tachinidae.